# Юстіс (Флорида)
Юстіс (англ. Eustis) — місто (англ. city) в США, в окрузі Лейк штату Флорида. Населення — 23 189 осіб (2020).

## Географія
Юстіс розташований за координатами 28°51′23″ пн. ш. 81°40′42″ зх. д. / 28.85639° пн. ш. 81.67833° зх. д. (28.856414, -81.678350).  За даними Бюро перепису населення США в 2010 році місто мало площу 31,25 км², з яких 27,19 км² — суходіл та 4,06 км² — водойми.

## Демографія
Згідно з переписом 2010 року, у місті мешкало 18 558 осіб у 7513 домогосподарствах у складі 4880 родин. Густота населення становила 594 особи/км².  Було 8871 помешкання (284/км²).
Расовий склад населення:
| - 74,9 % — білих - 17,4 % — чорних або афроамериканців - 1,2 % — азіатів - 0,4 % — корінних американців - 3,8 % — осіб інших рас |

До двох чи більше рас належало 2,4 %. Частка іспаномовних становила 11,9 % від усіх жителів.
За віковим діапазоном населення розподілялося таким чином: 23,4 % — особи молодші 18 років, 55,8 % — особи у віці 18—64 років, 20,8 % — особи у віці 65 років та старші. Медіана віку мешканця становила 41,5 року. На 100 осіб жіночої статі у місті припадало 89,0 чоловіків;  на 100 жінок у віці від 18 років та старших — 83,5 чоловіків також старших 18 років.
Середній дохід на одне домашнє господарство  становив 53 261 долар США (медіана — 35 265), а середній дохід на одну сім'ю — 64 652 долари (медіана — 47 802). Медіана доходів становила 37 298 доларів для чоловіків та 27 761 долар для жінок. За межею бідності перебувало 25,3 % осіб, у тому числі 42,1 % дітей у віці до 18 років та 13,4 % осіб у віці 65 років та старших.
Цивільне працевлаштоване населення становило 7171 особа. Основні галузі зайнятості: освіта, охорона здоров'я та соціальна допомога — 24,4 %, мистецтво, розваги та відпочинок — 17,3 %, роздрібна торгівля — 16,9 %.